# 第3航空団
第3航空団（だいさんこうくうだん、英称：3rd Air Wing）は、航空総隊隷下の北部航空方面隊に属している航空団のひとつ。
司令部は三沢基地（青森県三沢市）に所在しており、主に東北地域の領空に接近・侵入してくる国籍不明機に対しての対領空侵犯措置を担当している。また、国内で最初にF-35Aを運用した航空団である。

## 沿革
- 1957年（昭和32年）12月1日 - 松島基地において「第3航空団」が新編。
- 1958年（昭和33年）
  - 8月1日 - 第101飛行隊（F-86D）を岐阜基地に新編。
  - 10月6日 - 第101飛行隊（F-86D）が小牧基地に移駐。
- 1959年（昭和34年）
  - 3月1日 - 第102飛行隊（F-86D）を新編。
  - 5月12日 - 小牧基地に移駐。
- 1960年（昭和35年）3月1日 - 第103飛行隊（F-86D）を新編。
- 1961年（昭和36年）6月9日 - 第103飛行隊（F-86D）が千歳基地に移駐し第2航空団隷下に編入。
- 1962年（昭和37年）3月15日 - 第105飛行隊（F-86D）を新編。
- 1967年（昭和42年）12月1日 - 岩国基地から小牧基地に移駐（11月8日）していた第82航空隊第8飛行隊（F-86F）を隷下に編入（第82航空隊は廃止）。第102・第105飛行隊（F-86D）が廃止。
- 1968年（昭和43年）10月1日 - 第101飛行隊（F-86D）が廃止。
- 1969年（昭和44年）8月27日 - 第81航空隊所属のT-33が墜落。乗員2人死亡[1]。
- 1978年（昭和53年）3月31日 - 三沢基地に移駐。1971年12月1日に八戸基地から三沢基地に移駐していた第81航空隊第3飛行隊（F-1）を隷下に編入（第81航空隊は廃止）。
- 1980年（昭和55年）2月29日 - 第8飛行隊の機種を改編（F-86FからF-1へ）。
- 1997年（平成09年）3月18日 - 第8飛行隊の機種を改編（F-1からF-4EJへ）。
- 2001年（平成13年）3月27日 - 第3飛行隊の機種を改編（F-1からF-2へ）。
- 2007年（平成19年）9月1日 - 第3航空団創設50周年記念式典を実施[2]。
- 2008年（平成20年）4月1日 - 第8飛行隊の機種更新を開始。（F-4EJからF-2へ）
- 2013年（平成25年）5月13日～10月19日 - 三沢基地の滑走路工事に伴い、F-2戦闘機4機を八戸航空基地に移転[3]。
- 2014年（平成26年）8月1日 - 飛行群隷下の航空支援隊が航空戦術教導団隷下に隷属換え。
- 2016年（平成28年）7月29日 - 第8飛行隊が築城基地へ移駐、第8航空団隷下に隷属替え。
- 2017年（平成29年）12月1日 - 臨時F-35A飛行隊が三沢基地で編成完結[4]。
- 2018年（平成30年）1月26日 - 臨時F-35A飛行隊にF-35A初配備[5]。
- 2019年（平成31年）3月26日 - 百里基地から第302飛行隊が移駐し、機種更新の上（F-4EJ改からF-35Aへ）、隷下に編入[6]。
- 2020年（令和02年）
  - 3月26日 - 第3飛行隊が百里基地に移駐し、第7航空団隷下に隷属替え[7][8]。
  - 12月16日 - 第301飛行隊が百里基地から移駐し、隷下に編入。
- 2022年（令和04年）3月17日 - 自衛隊三沢病院の廃止に伴い、基地業務群衛生隊隷下に診療所を設置[9]。
- 2024年（令和06年）3月21日 - 整備補給群検査隊を整備隊に、基地業務群通信隊をサイバー運用隊に改編。

## 部隊編成
- 第3航空団司令部
  - 監理部
  - 人事部
  - 防衛部
  - 装備部
  - 准曹士先任
  - 副官
  - 安全班
- 飛行群
  - 第301飛行隊 - F-35A・T-4を運用。
  - 第302飛行隊 - F-35A・T-4を運用。
  - 北部支援飛行班 - T-4を運用。
- 整備補給群
  - 整備隊
  - 装備隊
  - 修理隊
  - 車両器材隊
  - 補給隊
- 基地業務群
  - 第3基地防空隊 - 81式短距離地対空誘導弾・91式携帯地空誘導弾を運用。
  - 飛行場勤務隊
  - 施設隊
  - サイバー運用隊
  - 管理隊
  - 業務隊
  - 会計隊
  - 衛生隊
  - 射場勤務隊

## 主要幹部
| 官職名                        | 階級    | 氏名     | 補職発令日     | 前職                                            |
| ----------------------------- | ------- | -------- | -------------- | ----------------------------------------------- |
| 第3航空団司令 兼 三沢基地司令 | 空将補  | 藤田輝章 | 2024年03月28日 | 南西航空方面隊司令部幕僚長                      |
| 副司令                        | 1等空佐 | 竹岡功二 | 2024年02月12日 | 統合幕僚監部防衛計画部防衛課 防衛調整官         |
| 飛行群司令                    | 1等空佐 | 村尾太郎 | 2025年08月01日 | 航空幕僚監部防衛部防衛課勤務                    |
| 整備補給群司令                | 1等空佐 | 野末拓磨 | 2024年09月02日 | 航空幕僚監部装備計画部装備課 企画班長           |
| 基地業務群司令                | 1等空佐 | 和田貴久 | 2025年07月07日 | 航空幕僚監部人事教育部募集・援護課 援護業務班長 |

| 代 | 氏名       | 在職期間                | 出身校・期                | 前職                                                   | 後職                                          |
| -- | ---------- | ----------------------- | ------------------------- | ------------------------------------------------------ | --------------------------------------------- |
| 01 | 丸田文雄   | 1957.12.1 - 1961.1.15   | 陸士44期                  | 航空幕僚監部防衛部防衛課付                             | 航空幕僚監部付 →1963.8.1 西部航空方面隊司令官 |
| 02 | 奥宮正武   | 1961.1.16 - 1962.7.15   | 海兵58期                  | 航空幕僚監部人事教育部副部長                           | 航空自衛隊第2術科学校長                       |
| 03 | 前川國雄   | 1962.7.16 - 1963.7.31   | 陸士45期                  | 第7航空団司令                                          | 航空総隊司令部幕僚長                          |
| 04 | 岩宮 満    | 1963.8.1 - 1964.4.16    | 陸士47期・ 陸大55期       | 航空自衛隊第1補給処長 兼 木更津基地司令                | 航空幕僚監部装備部長                          |
| 05 | 牧野滋次   | 1964.4.17 - 1965.7.15   | 海兵61期                  | 輸送航空団司令 兼 美保基地司令                         | 防衛大学校訓練部長                            |
| 06 | 上田泰弘   | 1965.7.16 - 1967.3.15   | 陸士49期・ 陸大58期       | 航空自衛隊第3術科学校長 兼 芦屋基地司令                | 航空幕僚監部人事教育部長                      |
| 07 | 重原慶司   | 1967.3.16 - 1968.7.15   | 陸士48期・ 陸大58期       | 航空自衛隊第5術科学校長                                | 航空幕僚監部付 →1968.8.31 退職                |
| 08 | 櫻井忠成   | 1968.7.16 - 1970.4.9    | 海兵67期                  | 航空自衛隊幹部候補生学校副校長 →1969.1.1 空将補昇任    | 航空自衛隊第1術科学校長 兼 浜松南基地司令     |
| 09 | 小川英人   | 1970.4.10 - 1971.9.30   | 陸経3期                   | 航空幕僚監部監理部会計課長                             | 航空幕僚監部監理部長                          |
| 10 | 徳丸 明    | 1971.10.1 - 1972.12.15  | 陸士54期                  | 在中華民国（台湾）防衛駐在官 →1971.8.20 航空幕僚監部付 | 防衛大学校訓練部長                            |
| 11 | 吉崎 巖    | 1972.12.16- 1974.6.30   | 陸士56期                  | 第2航空団副司令 →1973.7.1 空将補昇任                   | 第1航空団司令 兼 浜松北基地司令               |
| 12 | 藤澤保雄   | 1974.7.1 - 1975.6.30    | 海兵73期                  | 航空幕僚監部人事教育部人事課長 →1975.1.1 空将補昇任    | 航空幕僚監部人事教育部長                      |
| 13 | 片尾伸夫   | 1975.7.1 - 1977.10.19   | 海兵74期                  | 中部航空方面隊司令部装備部長                           | 統合幕僚会議事務局第4幕僚室長                 |
| 14 | 野村知治   | 1977.10.20 - 1979.1.31  | 陸士59期                  | 第1航空教育隊司令 兼 防府南基地司令                    | 航空自衛隊幹部候補生学校長 兼 奈良基地司令    |
| 15 | 稲川史朗   | 1979.2.1 - 1980.10.10   | 陸士59期                  | 偵察航空隊司令                                         | 航空幕僚監部付 →1981.1.1 退職                 |
| 16 | 木内幸雄   | 1980.10.11 - 1981.10.15 | 陸航士53期                | 第11飛行教育団司令 兼 静浜基地司令                     | 航空幕僚監部付 →1981.12.28 退職               |
| 17 | 鐘ヶ江碩則 | 1981.10.16 - 1983.6.30  | 早稲田大学・ 5期幹候      | 第7航空団副司令 →1982.3.16 空将補昇任                  | 防衛大学校教授                                |
| 18 | 野村芳久   | 1983.7.1 - 1984.10.31   | 法政大学・ 7期幹候        | 第83航空隊司令 →1983.8.1 空将補昇任                    | 航空自衛隊幹部学校教育部長                    |
| 19 | 政狩圭亮   | 1984.11.1 - 1986.6.16   | 防大1期                   | 航空自衛隊幹部学校教育部長                             | 中部航空警戒管制団司令 兼 春日基地司令        |
| 20 | 二宮隆弘   | 1986.6.17- 1988.3.15    | 防大1期                   | 第3輸送航空隊司令 兼 美保基地司令                      | 航空実験団司令                                |
| 21 | 石母田治   | 1988.3.16 - 1990.3.15   | 防大5期                   | 航空幕僚監部防衛部防衛課 装備体系企画調整官            | 飛行開発実験団司令                            |
| 22 | 佐藤守     | 1990.3.16 - 1991.6.30   | 防大7期                   | 航空自衛隊幹部学校教育部戦略教官                       | 航空安全管理隊司令                            |
| 23 | 山口利勝   | 1991.7.1 - 1993.3.23    | 防大9期                   | 航空幕僚監部人事教育部人事課長                         | 航空救難団司令                                |
| 24 | 桑原武彦   | 1993.3.24 - 1995.3.22   | 名古屋工業大学・ 43期幹候 | 第3輸送航空隊司令 兼 美保基地司令                      | 航空幕僚監部監察官                            |
| 25 | 林 昭彦    | 1995.3.23 - 1997.3.22   | 防大10期                  | 航空自衛隊幹部学校主任教官 →1996.3.25 空将補昇任       | 航空総隊司令部防衛部長                        |
| 26 | 山本隆之   | 1997.7.1- 1998.12.7     | 防大15期                  | 航空幕僚監部防衛部運用課長                             | 西部航空方面隊司令部幕僚長                    |
| 27 | 藤木清勝   | 1998.12.8 - 2000.6.29   | 防大14期                  | 西部航空方面隊司令部幕僚長                             | 中部航空方面隊副司令官                        |
| 28 | 上田完二   | 2000.6.30 - 2002.7.31   | 防大19期                  | 航空幕僚監部防衛部運用課長                             | 中部航空方面隊副司令官                        |
| 29 | 鬼塚恒久   | 2002.8.1 - 2004.8.29    | 防大15期                  | 第6航空団司令 兼 小松基地司令                          | 航空救難団司令                                |
| 30 | 平田英俊   | 2004.8.30 - 2006.9.18   | 東京大学・ 70期幹候       | 航空幕僚監部防衛部防衛課長                             | 航空救難団司令                                |
| 31 | 若林秀男   | 2006.9.19 - 2008.7.31   | 防大23期                  | 航空教育集団教育部長                                   | 航空総隊司令部防衛部長                        |
| 32 | 前原弘昭   | 2008.8.1 - 2010.12.14   | 防大27期                  | 航空幕僚監部人事教育部補任課長                         | 航空総隊司令部防衛部長                        |
| 33 | 清藤勝則   | 2010.12.15 - 2012.7.25  | 防大23期                  | 第1航空団司令 兼 浜松基地司令                          | 中部航空方面隊司令官                          |
| 34 | 城殿 保    | 2012.7.26 - 2014.3.27   | 防大29期                  | 航空幕僚監部防衛部 （次期戦闘機企画室長）              | 航空幕僚監部監理監察官                        |
| 35 | 井上浩秀   | 2014.3.28 - 2015.11.30  | 学習院大学・ 75期幹候     | 航空自衛隊幹部候補生学校長 兼 奈良基地司令             | 航空幕僚監部装備計画部長                      |
| 36 | 今城弘治   | 2015.12.1 - 2017.8.7    | 防大33期                  | 航空幕僚監部人事教育部人事計画課長                     | 航空総隊司令部防衛部長                        |
| 37 | 鮫島建一   | 2017.8.8 - 2019.8.22    | 防大36期                  | 航空幕僚監部防衛部装備体系課長                         | 航空戦術教導団司令                            |
| 38 | 久保田隆裕 | 2019.8.23 - 2022.7.31   | 防大38期                  | 統合幕僚監部運用部運用第1課長                          | 防衛大学校防衛学教育学群長                    |
| 39 | 大嶋善勝   | 2022.8.1 - 2024.3.27    | 防大34期                  | 第8航空団司令 兼 築城基地司令                          | 第5航空団司令 兼 新田原基地司令               |
| 40 | 藤田輝章   | 2024.3.28 -             | 防大37期                  | 南西航空方面隊司令部幕僚長                             |                                               |